# Sữa mẹ

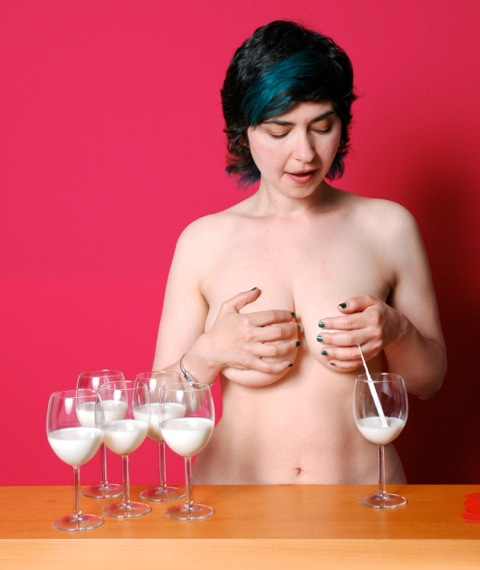
Tạo hình tượng trưng về sữa từ bầu vú người mẹ với phản xạ tiết sữa

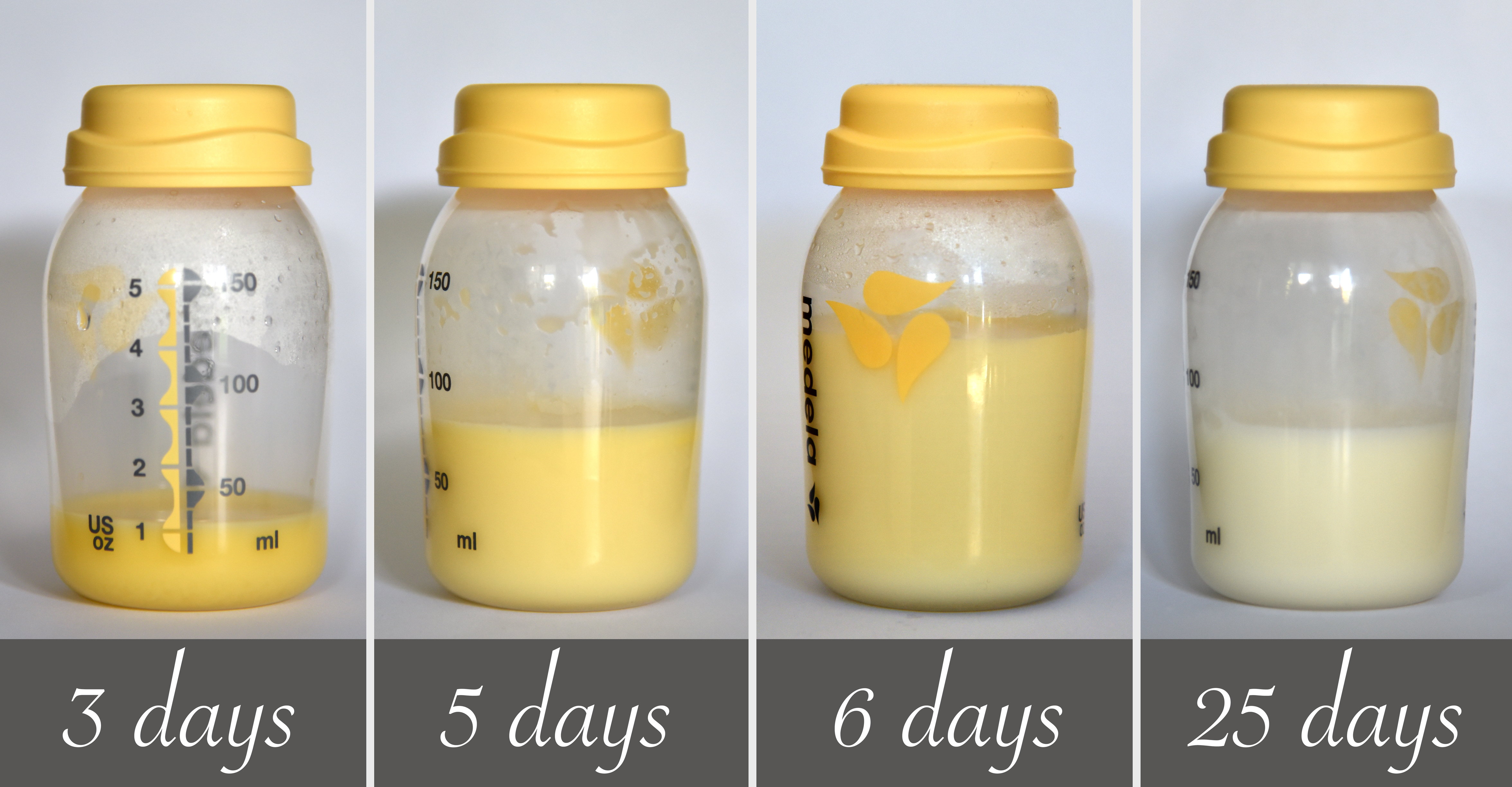
Sữa non chuyển sang sữa mẹ bình thường có màu nhạt dần vào các ngày sau khi sinh.

Sữa mẹ là sữa tươi được tiết ra bởi các tuyến vú nằm trong vú của con người (thường là người mẹ đẻ) để nuôi con còn nhỏ (trẻ sơ sinh). Sữa mẹ là nguồn dinh dưỡng chính cho trẻ sơ sinh trước khi chúng có thể ăn và tiêu hóa các loại thực phẩm khác, trẻ sơ sinh lớn hơn và trẻ mới biết đi có thể tiếp tục được bú sữa mẹ nên kết hợp với thức ăn dặm cho trẻ bắt đầu từ sáu tháng tuổi.

## Phương thức
Nuôi con bằng chính sữa từ bầu ngực của người mẹ là cách phổ biến nhất để tiếp nhận sữa mẹ, nhưng sữa có thể được bơm và sau đó được cho bú bằng bình sữa, cốc hoặc thìa, hệ thống nhỏ giọt bổ sung hoặc ống xông mũi. Ở những trẻ sinh non không có khả năng bú trong những ngày đầu đời, việc sử dụng cốc để bú sữa và các chất bổ sung khác được báo cáo chỉ ra mức độ và thời gian cho con bú tốt hơn sau đó so với bình và ống xông.
Sữa mẹ có thể được cung cấp từ một người phụ nữ khác không phải là mẹ đẻ của em bé, thông qua sữa được hiến tặng (từ ngân hàng sữa mẹ hoặc thông qua việc tặng sữa không chính thức), hoặc khi một phụ nữ nuôi con người khác bằng sữa của mình, một cách thức được gọi là nhũ mẫu. Tổ chức Y tế Thế giới khuyên người mẹ nên nuôi con hoàn toàn bằng sữa mẹ trong sáu tháng đầu đời, với thức ăn dặm dần dần được đưa vào giai đoạn này khi có dấu hiệu sẵn sàng. Nên cho con bú bổ sung cho đến khi ít nhất hai tuổi và tiếp tục miễn là mẹ và con muốn.

## Giá trị
Nuôi con bằng sữa mẹ mang lại lợi ích sức khỏe to lớn cho mẹ và con ngay cả sau giai đoạn sơ sinh. Những lợi ích này bao gồm: tạo ra thân nhiệt riêng và phát triển mô mỡ, giảm 73% nguy cơ hội chứng đột tử ở trẻ sơ sinh, tăng trí thông minh, giảm khả năng mắc bệnh nhiễm trùng tai giữa, chống lại cúm và cảm lạnh, giảm nguy cơ mắc bệnh bạch cầu ở trẻ em, giảm nguy cơ mắc bệnh tiểu đường khởi phát ở trẻ em, giảm nguy cơ hen suyễn và bệnh chàm, giảm các vấn đề về nha khoa, giảm nguy cơ béo phì sau này trong cuộc sống, và giảm nguy cơ phát triển rối loạn tâm lý, kể cả ở trẻ em được nhận nuôi, ngoài ra, cho trẻ ăn sữa mẹ có liên quan đến mức insulin thấp hơn và mức leptin cao hơn so với việc cho trẻ ăn bằng sữa bột. (Nguồn)
Nuôi con bằng sữa mẹ cũng mang lại lợi ích sức khỏe cho mẹ. Nó giúp tử cung trở lại kích thước trước khi mang thai và giảm chảy máu sau sinh, cũng như hỗ trợ người mẹ trở lại cân nặng trước khi mang thai.  Cho con bú cũng làm giảm nguy cơ ung thư vú sau này trong đời. Cho con bú bảo vệ cả mẹ và con khỏi cả hai dạng của bệnh tiểu đường.
Cho con bú có thể bảo vệ trẻ sơ sinh khỏi bệnh tiểu đường típ 2 đặc biệt vì các nghiên cứu đã chỉ ra rằng các thành phần hoạt tính sinh học trong sữa mẹ có thể ngăn ngừa tăng cân quá mức trong thời thơ ấu thông qua việc góp phần tạo cảm giác năng lượng và cảm giác no. Nguy cơ mắc bệnh tiểu đường khởi phát ở trẻ em thấp hơn có thể được áp dụng nhiều hơn cho trẻ sơ sinh được sinh ra từ các bà mẹ mắc bệnh tiểu đường. Lý do là bởi vì trong khi cho con bú ít nhất 6 tháng đầu đời sẽ giảm thiểu nguy cơ mắc bệnh tiểu đường típ 1 ở trẻ sơ sinh, việc cho con bú không đầy đủ ở trẻ sơ sinh bị phơi nhiễm trước khi mắc bệnh tiểu đường có nguy cơ cao mắc bệnh tiểu đường sau này. Tuy nhiên, có thể lập luận rằng việc cho con bú của con người có thể góp phần vào tác dụng bảo vệ chống lại sự phát triển của bệnh tiểu đường típ 1 do thực tế là việc thay thế bú bình có thể khiến trẻ sơ sinh bị mất vệ sinh.)
Mặc dù hiện nay hầu như được quy định phổ biến, nhưng ở một số quốc gia trong những năm 1950, việc thực hành cho con bú đã trải qua giai đoạn không còn thịnh hành và việc sử dụng sữa bột trẻ em được coi là vượt trội so với sữa mẹ.  Tuy nhiên, hiện nay mọi người đều công nhận rằng không có công thức thương mại nào có thể bằng sữa mẹ. Ngoài lượng thích hợp carbohydrate, protein và chất béo, sữa mẹ cung cấp các vitamin, khoáng chất, enzim tiêu hóa, và các hormone. Sữa mẹ cũng chứa kháng thể và tế bào lympho từ mẹ giúp bé chống lại nhiễm trùng. Chức năng miễn dịch của sữa mẹ được cá nhân hóa, khi người mẹ, thông qua việc chạm và chăm sóc em bé, tiếp xúc với mầm bệnh xâm nhập vào em bé, và do đó, cơ thể người phụ nữ tạo ra các kháng thể và tế bào miễn dịch thích hợp.
Tới khoảng bốn tháng tuổi, nguồn cung cấp sắt bên trong của trẻ sơ sinh, được giữ trong các tế bào gan trong cơ thể trẻ đã cạn kiệt. Học viện Nhi khoa Hoa Kỳ khuyên rằng tại thời điểm này nên bổ sung chất sắt, tuy nhiên, các tổ chức y tế khác như Dịch vụ y tế quốc gia (NHS) tại Anh không có khuyến nghị như vậy. Sữa mẹ chứa ít chất sắt hơn sữa công thức, vì nó có sẵn sinh khả dụng hơn là lactoferrin, mang lại sự an toàn cho mẹ và con hơn so với sunfat sắt. 
Cả hai tổ chức AAP và NHS khuyến nghị bổ sung vitamin D cho trẻ bú mẹ. Vitamin D có thể được tổng hợp bởi trẻ sơ sinh thông qua tiếp xúc với ánh sáng mặt trời, tuy nhiên, nhiều trẻ sơ sinh bị thiếu do được giữ trong nhà hoặc sống ở khu vực không đủ ánh sáng mặt trời. Sữa công thức được bổ sung vitamin D vì lý do này.

## Phản xạ tiết sữa
Vú người mẹ không chứa nhiều sữa sẵn như vú bò cái. Khi cho con bú, sức mút của con tạo một phản xạ tại não mẹ cho ra hai kích thích tố prolactin và oxytocin. Prolactin kích thích tuyến tạo sữa tiết thêm sữa trong khi oxytoxin kích thích các tuyến này bóp sữa và đẩy sữa theo các mạch ra đầu núm vú. Do đó mà tính chất của sữa khi bắt đầu bú khác với tính chất của sữa sau khi đã bú một vài phút. Sữa đầu đặc hơn, có màu xanh xanh, nhiều chất đạm và lactose, ít mỡ. Sữa hậu có nhiều mỡ hơn. Sữa mẹ không hòa tan đồng đều, nên nếu lấy ra để và để lắng, sẽ phân ra chất béo đặc lên trên và chất lỏng như nước ở dưới.

## Các loại

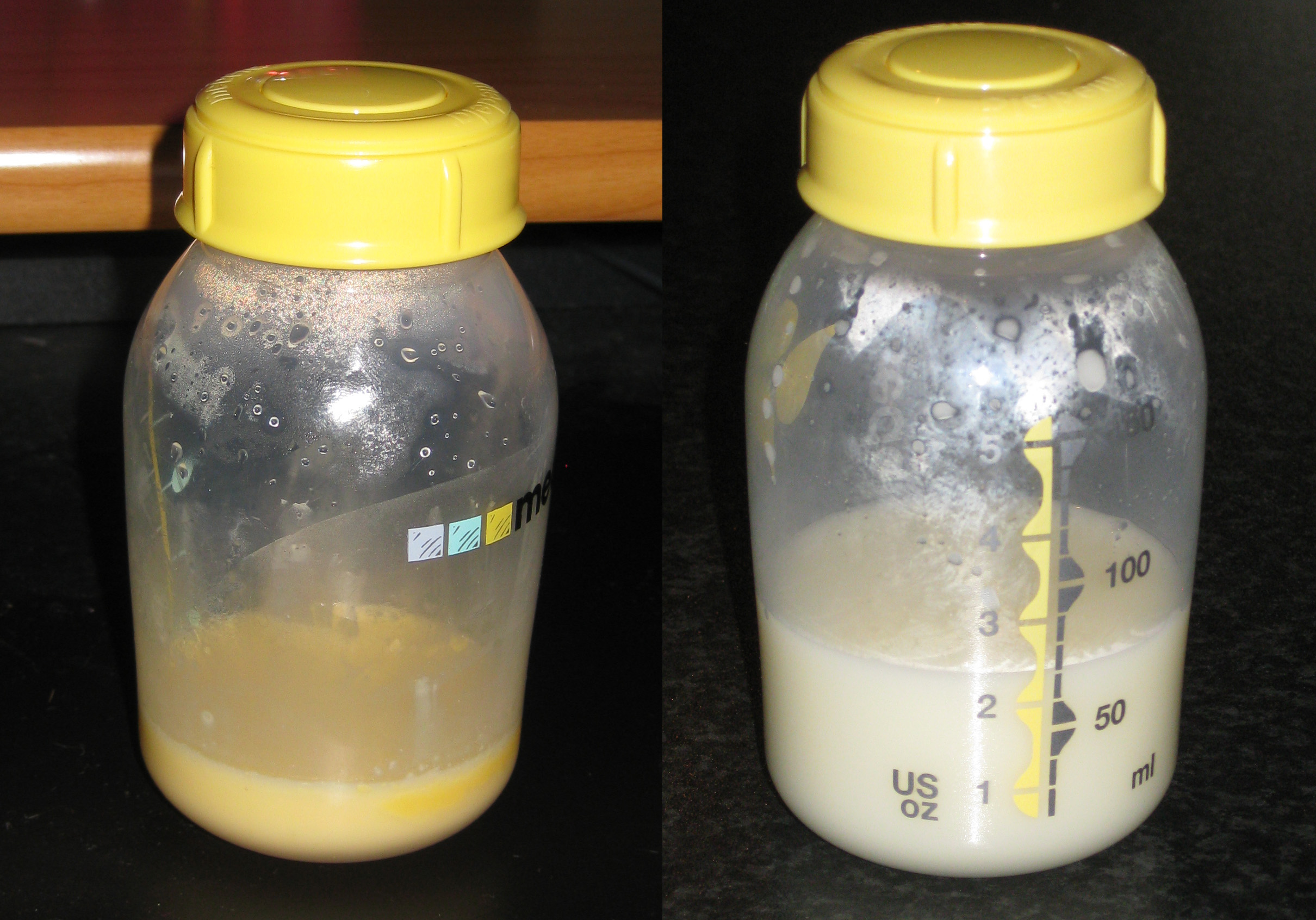
Sữa non và sữa thuần thục

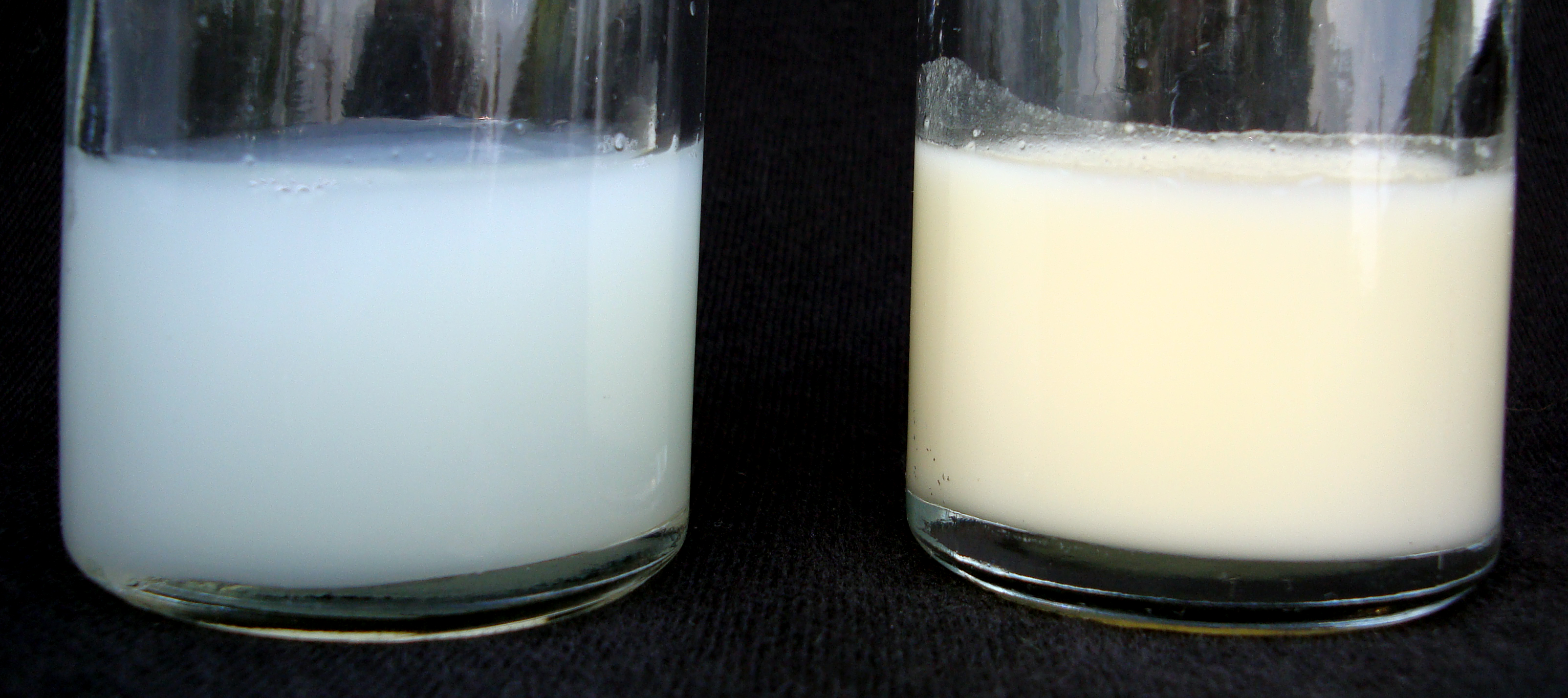
Sữa đầu cữ bú và sau cữ bú

- Sữa non (colostrum hay first milk): Được sản xuất trong giai đoạn cuối thai kỳ và vài ngày đầu tiên sau sinh. Loại sữa này cô đặc, giàu chất đạm và các kháng thể. Sữa non lót ruột của trẻ sơ sinh và bảo vệ trẻ chống lại những vi khuẩn có hại. Sữa non sẽ dần ngừng tiết sau khi sinh khoảng 3 hay 4 ngày.
- Sau giai đoạn sữa chuyển tiếp (transitional milk), từ khoảng ngày thứ 10 trở đi, người mẹ sản xuất ra sữa già hay sữa thuần thục (mature milk). Trong mỗi cữ cho con bú, sẽ có sự thay đổi nồng độ chất béo trong sữa, do đó một số tác giả chia thành hai "kiểu" sữa, tuy nhiên cần lưu ý quá trình này là liên tục và tiệm tiến chứ không đột ngột:
- Sữa đầu cữ bú (foremilk): Được cất giữ trong các ngăn chứa và tiết ra vào lúc đầu cữ bú. Sữa đầu cữ bú có dung lượng lớn, giúp trẻ hết khát.
- Sữa cuối cữ bú (hindmilk): Tiếp theo loại sữa đầu cữ bú là loại sữa chảy ra trong lúc sau cữ bú. Loại sữa này phong phú, nhiều chất kem và đầy đủ những vitamin tan trong mỡ - giống như quá trình chính sau khi dùng món khai vị súp loãng. Nhìn chung, trẻ cần cả hai loại sữa đầu và cuối cữ bú.

## Dinh dưỡng
Sữa mẹ có đầy đủ các chất mỡ, tinh bột, đạm, vitamin. Đặc biệt là:
- Casein - là một chất đạm đặc biệt trong sữa mẹ giúp ngăn chặn bệnh tiêu chảy, nhiễm trùng hô hấp, viêm tai, và dị ứng.
- Sắt - sữa mẹ có đủ chất sắt cho em bé. Tuy sữa bò, sữa bột có nhiều lượng sắt hơn sữa mẹ, chất sắt của sữa mẹ dễ cho em bé thu nhận hơn.
- Lactose - sữa mẹ có nhiều chất lactose, giúp em bé thu nhận chất sắt.
- Vitamin C - vitamin này cũng góp phần giúp em bé thu nhận chất sắt.
- DHA - Docosahexaenoic acid giúp phát triển não và mắt.
- Lipase - men này giúp em bé tiêu hóa và thu nhận các chất mỡ.
- Lactase - giúp thu nhận đường lactose trong sữa mẹ. Chất lactose giúp phát triển não bộ và thần kinh và điều hòa sinh khuẩn trong ruột.
- Amylase - giúp tiêu hóa các chất tinh bột.

| Chất béo (g/100 ml)           |       |
| Tổng                          | 4.2   |
| fatty acids - length 8C       | trace |
| polyunsaturated fatty acids   | 0,6   |
| cholesterol                   | 0,016 |
| Protein (g/100 ml)            |       |
| total                         | 1.1   |
| casein                        | 0.4   |
| a-lactalbumin                 | 0.3   |
| lactoferrin (apo-lactoferrin) | 0.2   |
| IgA                           | 0.1   |
| IgG                           | 0.001 |
| lysozyme                      | 0.05  |
| serum albumin                 | 0.05  |
| ß-lactoglobulin               | -     |
| Carbohydrate (g/100 ml)       |       |
| lactose                       | 7     |
| oligosaccharides              | 0.5   |
| Khoáng chất (g/100 ml)        |       |
| calci                         | 0.03  |
| phosphorus                    | 0.014 |
| natri                         | 0.015 |
| kali                          | 0.055 |
| chlorine                      | 0.043 |

## So sánh
So với sữa bột, dựa theo tiêu chuẩn sữa mẹ, các nhà sản xuất sữa bột cố gắng tạo sữa theo 1 công thức bao gồm các thành phần chất đạm, mỡ, tinh bột, sinh tố vitamin, chất khoáng và nước. Họ kết hợp nguyên liệu để sữa bột có chất dinh dưỡng với tỉ lệ gần giống sữa mẹ. Những nguyên liệu chính phần lớn lấy từ sữa bò, nhưng cũng có thể từ đậu nành hay các nguồn thực phẩm khác. Từ đó, họ cho thêm các chất khác vào, pha trộn cho thành phần sữa gần giống sữa mẹ. Sữa này người ta còn gọi là sữa công thức (infant formula). Sữa công thức không được khuyến khích dùng thay cho sữa mẹ. Tại Việt Nam, sữa công thức dành cho trẻ em dưới sáu tháng tuổi không được phép quảng cáo (ngoại trừ sữa đặc biệt dành cho trẻ bị suy dinh dưỡng nặng). Tất cả các quảng cáo sữa công thức và trên các hộp sữa đều phải có khuyến cáo: "Sữa mẹ là thức ăn tốt nhất cho sức khỏe và sự phát triển toàn diện của trẻ nhỏ."
Theo www.saanendoah.com Lưu trữ ngày 29 tháng 1 năm 2007 tại Wayback Machine:
| Chất                    | Sữa mẹ | Sữa bò | Sữa dê | Sữa bột      |
| ----------------------- | ------ | ------ | ------ | ------------ |
| Vitamin A               | 64     | 53     | 56     | 55 µg/100g   |
| Vitamin D               | 0,03   | 0,03   | 0,03   | 0,06 µg/100g |
| Vitamin C               | 5,0    | 1,0    | 1,3    | 6,1 mg/100g  |
| Vitamin E               | 0,3    | 0,7    | 0,7    | 0,3 µg/100g  |
| Vitamin B1 (thiamin)    | 140    | 400    | 480    | 68 µg/100g   |
| Vitamin B2 (riboflavin) | 36     | 162    | 138    | 101 µg/100g  |
| Axít pantothenic        | 200    | 300    | 300    | 304 µg/100g  |
| Biotin                  | 0,8    | 2,0    | 2,0    | 3,0 µg/100g  |
| Axít nicôtinic (niaxin) | 200    | 100    | 200    | 710 µg/100g  |
| Axít folic              | 5,2    | 5,0    | 1,0    | 10 µg/100g   |
| Vitamin B12             | 0,3    | 0,4    | 0,1    | 0,2 µg/100g  |
| Vitamin B6              | 11     | 42     | 46     | 41 µg/100g   |
| Vitamin K               | —      | —      |        |              |
| Protein                 | 1,3    | 3,25   | 3,5    | 2,5 g/100g   |
| Carbohydrate            | 7      | 4,5    | 4,2    | 6,5 g/100g   |